# Phlegmatospermum drummondii
Phlegmatospermum drummondii là một loài thực vật có hoa trong họ Cải. Loài này được (Benth.) O.E. Schulz miêu tả khoa học đầu tiên năm 1933.